# Waw (miara masy)
Waw (waugh, wal, wall) – dawna (XIV-XVI w.) angielska miara masy, wynosząca ok. 76,20 kg.